# Сакара
Сакара (арап. سقارة) је велико древно гробље у Египту, које садржи најстарију данас стојећу степенасту пирамиду на свијету (29° 52′ 17″ С; 31° 12′ 59″ И / 29.871264° С; 31.216381° И). Налази се око 30 km јужно од савременог Каира и покрива подручје димензија 7 x 1,5 km.
Док је Мемфис био главни град Древног Египта, Сакара је служила као његова некропола. Иако су је засјенили краљевски гробови у Гизи, а касније и Долина краљева у Теби, остао је важан комплекс за мање погребе и церемоније разних култова преко 3.000 година, све до птолемејских и римских времена.
Степенасту пирамиду у Сакари је саградио Имхотеп за краља Џосера (око 2667-2648. п. н. е.). То је најстарија потпуно очувана камена зграда у историји.
На тој је локацији и недавно (године 2006) отворен Имхотепов музеј.

## Рани династички период
Иако се најстарији гробови племића у Сакари могу датирати све до Прве династије, тек су се за Друге династије почели покопавати први краљеви, укључујући Хотепсехемуија и Нинечера.

## Старо краљевство
Најважнији објект некрополе, пак, датира из Треће династије. Дан-данас се може видјети Степенаста пирамида фараона Џосера.
Уз Џосерову, на налазишту постоји још 16 пирамида, у различитом стању очуваности.
Пирамида Унаса, фараона из Пете династије, лоцирана је јужно од степенасте пирамиде те на врху Хотепсекхемвјевог гроба. У њој се налазе најранији познати примјери пирамидских текстова - натписа који дају упутства за загробни живот којима се украшавала унутрашњост гробова, претеча Књиге мртвих у Новом краљевству.
У Сакари се такође налази прилично импресиван број мастаба гробова. С обзиром да је већи дио некрополе прекрио пијесак у посљедња два миленијума - чак ни велики гробни комплекс око Џосерове пирамиде није био откривен до године 1924. - многи од тих објеката суи добро очувани, укључујући раскошну унутрашњу декорацију исто као и спољашњу структуру.

### Најважније грађевине Старог краљевства
- Гиср ел-мудир - ова грађевина можда датира из Раног династичког периода.
- Секхемкхетова степенаста пирамида (Закопана пирамида)
- Степенаста пирамида Нетјерикхета Дјосера
- Схепсескафов Мастабат Фара'ун
- Усеркафова пирамида, која сада сличи на стожасти брежуљак.
- Дједкаре Исеси комплексс пирамида, познат као Харам ел-Схаваф.
- Унасов пирамидални комплекс, данас углавном срушени.
- Тетијев пирамидални комплекс, данас прије сличи на мали брежуљак него на људску грађевину.
- Комплекс Пепија I, с придруженим пирамидама за краљице.
- Меренреов комплекс
- Пепијева пирамида, посљедња велика пирамида саграђена у Старом краљевству.
- Иби, саграђена за вријеме Осме династије, а данас скоро потпуно разрушена.

Постоји неколико пирамида који датирају из Првог пријелазног периода, од њих је најпознатија Хенџерова пирамида у Јужној Сакари.

## Некропола Новог краљевства
Док већина мастаба датира из Старог краљевства, у Сакари је такође представљена једна важна личност Новог краљевства: Хоремхеб, посљедњи фараон 18. династије, који је себи саградио гроб прије него што ће преузети пријестољеригхт, док је слуђио као један од Тутанкамонових генерала. Међутим, треба напоменути да фараон Хоремхеб није овдје сахрањен. Након смрти је покопан, као и многи други краљеви 18. династије, у Долини краљева у древној Теби.

## Каснији погреби и споменици
Још један значајан споменик Сакаре је Серапеум: галерија гробова, издубљених у стијени, који су служили као почивалиште мумифицираних тијела Аписових бикова, које се штовало у мемфису као утјеловљење бога Птах. Открио га је Огист Мариете године 1851, али су гробови раније били отворени и опљачкани – једини изузетак је био гроб који је остао нетакнут 3.700 година. Мумифицирани бик из њега се данас може видјети у Каирском пољопривредном музеју.
На прилазу Серапеуму стоји помало незграпна група кипова звана Круг филозофа: птолемејско признање највећим пјесницима и мислиоцима међу њиховим грчким прецима. Она је првобитно била смјештена у оближњем храму. Ту су представљени Хесиод, Хомер, Пиндар, Платон и други.

## Новооткривени споменици
На десетине дрвених ковчега и мумија из периода од пре више од 3.000 година 2020. године откривено је у великој некрополи недалеко од Каира. Откривен је и храм краљице Неит, жене краља Тетија. Чувени археолог Захи Хавас истиче да је реч о открићима која ће променити слику коју смо до сада имали о историји Сакаре и Новог краљевства.